# Alfredo Stroessner
Alfredo Stroessner Matiauda (phát âm tiếng Tây Ban Nha: [Alfredo strosner]; sinh ngày 3 tháng 11 năm 1912 - mất ngày 16 tháng 8 năm 2006) là một quân nhân, chính trị gia và nhà độc tài người Paraguay. Ông lãnh đạo Paraguay với chức vụ tổng thống từ ngày 15 tháng 8 năm 1954 cho đến ngày 3 tháng 2 năm 1989, sau khi bị lật đổ trong một cuộc đảo chính. Chính quyền độc tài kéo dài gần ba mươi lăm năm được gọi là stronismo hoặc stronato.
Với sự nghiệp quân sự nổi bật, tham gia vào cuộc chiến Chaco chống Bolivia (1932-1935) và nội chiến Paraguay (1947), là thành viên của Đảng Colorado (từ năm 1951), ông đã lãnh đạo một cuộc đảo chính lật đổ Tổng thống Federico Chávez. Sau một thời gian ngắn Tomás Romero Pereira làm tổng thống lâm thời, Stroessner đã được bầu làm tổng thống trong cuộc tổng tuyển cử ngày 11 tháng 7 năm 1954 để hoàn thành nhiệm kỳ của Chaves.
Ông đã tái đắc cử chức vụ tổng thống bảy lần, ban đầu không có đối thủ trong chế độ độc đảng, sau đó thông qua các cuộc bầu cử gian lận. Trong suốt thời kỳ độc tài kèo dài của mình, đã xảy ra nhiều vi phạm nhân quyền nghiêm trọng, như bắt giữ tùy tiện, tra tấn và ép buộc mất tích.
Chính phủ Stroessner đã hợp tác với các chính phủ độc tài Nam Mỹ khác trong Chiến dịch Condor vào thập niên 70, được Hoa Kỳ hỗ trợ trong bối cảnh Chiến tranh Lạnh, điều này đã được ghi chép trong "Hồ sơ Khủng bố" phát hiện năm 1992.
Ông bị lật đổ trong một cuộc đảo chính diễn ra vào đêm 2 và sáng ngày 3 tháng 2 năm 1989, do Trung tướng Andrés Rodríguez Pedotti, con rể và cánh tay phải của ông, lãnh đạo. Ông bị đưa đi lưu vong vào ngày 5 tháng 2 năm 1989 đến thành phố Brasília ở Brasil, nơi ông sống suốt 17 năm cho đến khi qua đời tại Bệnh viện Santa Lucía ở Brasília vào lúc 11:20 sáng (giờ Brazil) ngày 16 tháng 8 năm 2006 vì sốc nhiễm trùng do biến chứng viêm phổi. Ông được tổ chức lễ tang trong một buổi lễ riêng tư và chôn cất tại Nghĩa trang Campo da Esperança ở thủ đô Brasilia.

## Tiểu sử

### Những năm đầu
Alfredo Stroessner sinh ra tại Encarnación, Paraguay, trong một gia đình có nguồn gốc cả Đức lẫn Paraguay. Cha của ông, Hugo Strößner, là một người nhập cư Đức đến Paraguay vào năm 1895 và làm việc tại một nhà máy bia. Mẹ của ông, Heriberta Matiauda, đến từ một gia đình Paraguay thuộc tầng lớp thượng lưu có dòng dõi người Tây Ban Nha. Năm 17 tuổi, Stroessner gia nhập Quân đội Paraguay với sự giúp đỡ của cậu mình là Vicente Matiauda, và đến năm 19 tuổi, ông đã mang quân hàm thiếu úy.
Stroessner đóng vai trò quan trọng trong Chiến tranh Chaco (1932-1935) giữa Paraguay và Bolivia. Sự thăng tiến trong quân đội của ông rất nhanh chóng, và vào năm 1948, khi mới 36 tuổi, ông đã đạt đến cấp bậc thiếu tướng, trở thành vị tướng trẻ nhất Nam Mỹ vào thời điểm đó. Năm 1951, ông gia nhập Đảng Colorado và được bổ nhiệm làm Tổng tư lệnh Lực lượng Vũ trang, củng cố quyền lực quân sự và chính trị của mình.
Stroessner kết hôn với Eligia Mora, được biết đến với tên Ligia Stroessner, mặc dù ngày cưới chính xác không rõ. Cặp đôi có ba người con: Gustavo, Graciela và Hugo Alfredo, thường gọi là "Freddy". Ngoài ra, Stroessner còn được biết đến với các mối quan hệ ngoài hôn nhân, theo nhiều lời khai, ông có quan hệ với các thiếu niên. Ước tính ông có thể đã có hơn 30 người con ngoài giá thú, điều này đã làm tổn hại nghiêm trọng đến danh tiếng của ông sau khi chế độ độc tài sụp đổ.

### Lên nắm quyền
Alfredo Stroessner củng cố con đường lên nắm quyền sau một sự nghiệp quân sự nổi bật, bắt đầu khi ông gia nhập Quân đội Paraguay trước khi tròn 18 tuổi. Trong Chiến tranh Chaco (1932-1935), ông chiến đấu với tư cách là học viên pháo binh, và trong thập niên 1940, sự nghiệp quân sự tiến triển nhanh chóng, cuối cùng ông đạt đến cấp bậc tướng.
Một thời điểm quan trọng trong sự nghiệp của Stroessner là vào năm 1947, khi ông đóng vai trò quyết định trong việc bảo vệ chính phủ tổng thống Higinio Morínigo trong cuộc nội chiến Paraguay. Trong cuộc xung đột này, các phe phái thuộc Đảng Tự Do, Đảng Cộng sản và Đảng Cách mạng Tháng Hai đã cố gắng lật đổ chính phủ, nhưng Stroessner đã trung thành và bảo vệ chế độ.
Năm 1954, khi đã là tướng chỉ huy quân đoàn, Stroessner đứng đầu một cuộc đảo chính lật đổ tổng thống Federico Chávez, người cũng thuộc Đảng Colorado. Cuộc đảo chính này được Ủy ban Trung ương Đảng Colorado ủng hộ và chọn Stroessner làm ứng cử viên tổng thống. Không có sự phản đối nào, ông được bầu làm tổng thống vào ngày 11 tháng 7 năm 1954 và nhậm chức vào ngày 15 tháng 8 cùng năm.
Từ đó, Stroessner liên tục tái đắc cử trong nhiều cuộc bầu cử với sự tham gia của các đảng khác như Đảng Tự Do, Đảng Tự Do Cấp Tiến và Đảng Cách Mạng Tháng Hai. Tuy nhiên, bản chất các cuộc bầu cử này phần lớn là gian lận, giúp ông duy trì quyền lực trong gần 35 năm.